# لوتشانو مودجي
لوتشانو مودجي (Luciano Moggi). (مواليد مونتيشانو ب سيينا في 10 يوليو 1937)، وهو مدير كرة قدم إيطالي سابق، ومدير كره قدم ل نادي نابولي الإيطالي سابقا بنفس فترة ماردونا، ومدير نادي يوفنتوس في الفترة ما بين 1994 و2006، وقد أثيرت حوله العديد من الشكوك بسبب تدخله في فضيحة الدوري الإيطالي 2006 لكن تم تبرئة من تدخله في اختيار الحكام بسبب قانون التقادم.

## البداية مع كرة القدم
ولد موجي في مونتيسيانو بمقاطعة سيينا.
عمل كمسؤول عن محطة سكة حديد حتى أوائل السبعينيات، عندما التقى إيتالو ألودي، مدير يوفنتوس آنذاك، الذي عينه في مناصب ثانوية في النادي.
قبل أن يتم ترقيته كمدير عام ليوفنتوس في 1994، عمل وتعاون مع العديد من الفرق، مثل تورينو ونابولي وروما ولاتسيو. لديه ابن أليساندرو يعمل وكيلا للعديد من لاعبي كرة القدم والمديرين.
في عام 2006، كان الشخصية الرئيسية المتورطة في فضيحة كرة القدم، بعد نشر العديد من عمليات التنصت على المكالمات الهاتفية التي اقترح فيها وطلب أسماء حكام معينين. تلقى موجي حظرًا مدى الحياة من ممارسة كرة القدم وتوصية لرئيس الاتحاد بمنعه مدى الحياة من عضوية الاتحاد الإيطالي لكرة القدم على أي مستوى.
في 8 نوفمبر 2011، أصدرت محكمة نابولي أول حكم للقضية الجنائية ضد لوتشيانو موجي وشخصيات كرة القدم الأخرى المتورطة، وحكمت عليه بالسجن لمدة خمس سنوات وأربعة أشهر بتهمة «الانتماء الإجرامي». في ديسمبر 2013، تم تخفيض الحكم على موجي إلى عامين وأربعة أشهر، لكن تهمة بلاحتيال الرياضي سقطت بالتقادم. في 23 مارس 2015، قضت المحكمة العليا في قرارها النهائي ببراءة موجي من «بعض التهم الفردية بتهمة الاحتيال الرياضي، ولكن ليس من كونه» المروج لـ «الكالتشيو بولي». ومع ذلك، تم إلغاء التهم المتبقية لموجي دون محاكمة جديدة بسبب قانون التقادم. رفع نادي يوفنتوس وقتها دعوى قضائية ضد الاتحاد الإيطالي لكرة القدم مقابل 443 مليون يورو عن الأضرار الناجمة عن هبوطه عام 2006. عرض كارلو تافيكيو رئيس الاتحاد الإيطالي لكرة القدم مناقشة إعادة لقب الدوري في مقابل إسقاط يوفنتوس للدعوى القضائية. في 9 سبتمبر 2015، أصدرت المحكمة العليا وثيقة من 150 صفحة أوضحت حكمها النهائي في القضية: على الرغم من إلغاء التهم المتبقية لموجي دون محاكمة جديدة بسبب قانون التقادم، أكدت المحكمة أن موجي كان متورط في الاحتيال الرياضي الذي كان يهدف إلى تفضيل يوفنتوس وزيادة منافعه. في 15 مارس 2017، تم تأكيد حظر موجي مدى الحياة بشكل نهائي في الاستئناف النهائي.